# Calamagrostis fulgida
Calamagrostis fulgida là một loài cỏ thuộc họ Poaceae.
Loài này chỉ có ở Ecuador.